# Wilhelm Eugen von Württemberg
Wilhelm Eugen (IV.) August Georg von Württemberg (* 20. August 1846 in Bückeburg; † 27. Januar 1877 in Düsseldorf) war ein württembergischer Stabsoffizier.

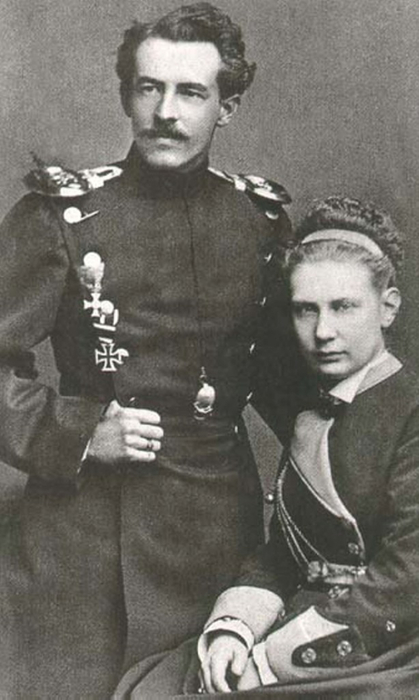
Wilhelm Eugen und Wera von Württemberg

## Familie
Wilhelm Eugen war der Sohn des Herzogs Eugen Erdmann von Württemberg (1820–1875) und dessen Ehefrau Mathilde geb. Prinzessin zu Schaumburg-Lippe (1818–1891). Er heiratete am 8. Mai 1874 die Großfürstin Wera Konstantinowna von Russland (1854–1912), eine am Hof in Stuttgart aufgewachsene Nichte und Adoptivtochter der Königin Olga. Gemeinsam hatten sie drei Kinder: Karl Eugen, der als Säugling starb, und die Zwillinge Elsa und Olga.

## Leben
Wilhelm Eugen wuchs in Carlsruhe, einem Jagdbesitzes seines Vaters in Schlesien, auf. Er studierte an der Eberhard Karls Universität Tübingen. 1866 trat er als Leutnant in die Württembergische Armee ein. Mit dem 3. Reiterregiment nahm er im Krieg gegen Preußen am Gefecht bei Gochsheim teil.
Bereits im September 1866 ließ er sich jedoch bis 1870 vom Militärdienst beurlauben, um seine Studien fortzusetzen. Zeitweise hielt er sich dabei auch in Paris auf. Zusammen mit seinem Onkel, Herzog Wilhelm von Württemberg, unternahm er von Juli 1868 bis Januar 1869 eine Reise in die Vereinigten Staaten von Amerika. 1868 wurde er Corpsschleifenträger der Saxonia Göttingen.
Während des Deutsch-Französischen Kriegs 1870/71 kämpfte er als Oberleutnant in den Gefechten bei Mezieres, Chevilly, Mont Mesly und Villiers. 1871 wurde er Rittmeister und im Jahr darauf versetzte man ihn zum 1. Ulanenregiment (König Karl) Nr. 19. 1874 wurde er Major und 1876 Stabsoffizier. Im Dezember 1876 wurde Wilhelm Eugen als Eskadronchef zum 2. Westfälischen Husaren-Regiment Nr. 11 in Düsseldorf abkommandiert. Er starb dort plötzlich im Alter von nur 30 Jahren. Als offizieller Grund wurde ein Sturz vom Pferd angegeben, in Wahrheit war er bei einem Duell gestorben. Er wurde in der Schlosskirche im Alten Schloss in Stuttgart beigesetzt. Nach seinem Tod blieb seine Witwe Wera unverheiratet, obwohl sie erst 22 Jahre alt war.
Zum Zeitpunkt seines Todes war er nach Prinz Wilhelm (dem späteren König Wilhelm II.) der nächste Anwärter auf den württembergischen Thron.

## Politik
Wilhelm Eugen hatte als Mitglied des Hauses Württemberg seit 1870 einen Sitz in der württembergischen Kammer der Standesherren, nahm das Mandat jedoch nur einmal bei der Eröffnung des Landtags 1875 persönlich wahr und ließ sich ansonsten vertreten.
Er hatte auch das schlesische Majorat Carlsruhe geerbt, mit dem ein erblicher Sitz im Preußischen Herrenhaus verbunden war. Diesen Sitz nahm Herzog Wilhelm Eugen allerdings nicht ein.

## Ehrungen
- 1860 Großkreuz des Ordens der Württembergischen Krone[4]